# Minosiella spinigera
Minosiella spinigera är en spindelart som först beskrevs av Simon 1882.  Minosiella spinigera ingår i släktet Minosiella och familjen plattbuksspindlar. Inga underarter finns listade i Catalogue of Life.